# フォンディ
フォンディ（伊: Fondi）は、イタリア共和国ラツィオ州ラティーナ県にある、人口約40,000人の基礎自治体（コムーネ）。

## 地理

### 位置・広がり

#### 隣接コムーネ
隣接するコムーネは以下の通り。括弧内のFRはフロジノーネ県所属を示す。
- カンポディメーレ
- イトリ
- レーノラ
- モンテ・サン・ビアージョ
- スペルロンガ
- テッラチーナ
- ヴァッレコルサ (FR)

### 気候分類・地震分類
フォンディにおけるイタリアの気候分類 (it) および度日は、zona C, 1089 GGである。
また、イタリアの地震リスク階級 (it) では、zona 3B (sismicità bassa) に分類される。

## 行政

### 分離集落
フォンディには、以下の分離集落（フラツィオーネ）がある。
- Capratica, Cocuruzzo, Curtignano, Greci, Madonna degli Angeli, Querce di Cesare, Rene, Salto di Fondi, San Magno, San Raffaele, Sant'Andrea, Sant'Antonio, Selvavetere